# Автодорога A5 (Латвия)

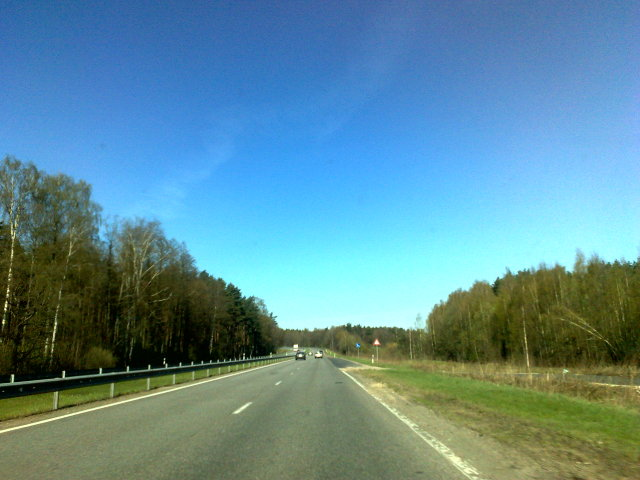

А5 — государственная автомобильная дорога высшей категории в Латвии, проходящая по маршруту Саласпилс — Бабите. Является частью Рижской объездной дороги, европейских маршрутов E 67, E 77 и Европейских коммуникационных сетей (TEN-T).
Общая протяжённость дороги составляет 40,9 км. До развязки с дорогой A9 имеет по одной полосе движения в каждом направлении, далее до Бабите — по 2 полосы. Текущее ограничение скорости составляет 90 км/ч. Среднесуточный объём движения (AADT) составил в 2020 году 13 559 автомобилей в сутки. Дорога имеет асфальтобетонное покрытие.
На своём протяжении дорога А5 пересекает реку Кекавиню, дороги P85, P90, A7 в районе Кекавы, дорогу A8 в Стуниши, дорогу P132 в Яунмарупе, дорогу A9 в Скулте, дорогу A10 в Бабитской волости.